# Pelia pulchella
Pelia pulchella is een krabbensoort uit de familie van de Epialtidae. De wetenschappelijke naam van de soort is voor het eerst geldig gepubliceerd in 1835 door Bell.